# Cranoglanis bouderius
Cranoglanis bouderius és una espècie de peix de la família Cranoglanididae i de l'ordre dels siluriformes.

## Morfologia
- Els mascles poden assolir 43 cm de longitud total[2] i 2.200 g de pes.[3][4]

## Alimentació
Menja gambes i peixets.

## Hàbitat
És un peix d'aigua dolça i de clima tropical.

## Distribució geogràfica
Es troba a Àsia: la Xina.